# Journal of Physics
Il Journal of Physics è una rivista periodica che riporta articoli riguardanti svariati ambiti delle scienze ed in particolare della fisica. In realtà non si tratta di un unico contenitore, si divide in:
- Journal of Physics A: Mathematical and Theoretical (Fisica matematica e teorica)
- Journal of Physics B: Atomic, Molecular and Optical Physics (Fisica atomica, molecolare e ottica)
- Journal of Physics C: Solid State Physics (Fisica dello stato solido)
- Journal of Physics D: Applied Physics (Fisica applicata)
- Journal of Physics E: Scientific Instruments (Strumenti scientifici)
- Journal of Physics G: Nuclear and Particle Physics (Fisica nucleare e delle particelle)
- Journal of Physics: Condensed Matter (Fisica della materia condensata)